# 肯氏龜
肯氏龜（學名：Lepidochelys kempii，英語：Kemp's ridley sea turtle，或Atlantic ridley sea turtle），又譯肯普氏麗龜，是一種極度瀕危的海龜。牠們是麗龜屬中現在依然存活著的兩種海龜之一，另一種是欖蠵龜。

## 形態
肯氏龜是一種小型海龜，成年體也只有60—90（24—35英寸）長，平均重45（99英磅）。其他方面都與典型的海龜相同，例如喙狀嘴、體側的鰭狀肢。

## 食物與生活

### 食物
肯氏龜的食物包括一些軟體動物、甲殼亞門動物、水母、藻類或者海膽。

### 生活
肯氏龜偏好溫暖水域，当水温低于10℃，海龟的心率就会减慢，活动能力丧失。但是也居住在更北部的新澤西州。從大西洋到墨西哥灣都有分佈。
幼年肯氏龜通產會在漂浮的馬尾藻類海藻床上度過它們的第一年。此時它們整體是黑灰色的，隨著身體的逐漸成熟，肯氏龜的身體顏色也會發生變化，成年個體的胸甲一般是黃綠色或白色的、而背殼則是灰綠色。
肯氏龜的繁殖季節是四月到八月，產卵點則多數位於墨西哥塔毛利帕斯州，但是有時也會前往美國德克薩斯州的帕德雷島。它們離岸交配，懷孕的雌性聚集起來將卵產在沙灘上。1947年約有89,000只雌海龜產卵，而1985年就急劇下降到了7,702只。

## 語源學與分類
最先描述肯氏龜的是薩繆爾·加曼，並起名為Thalassochelys kempii（或Colpochelys kempii）。而叫做“肯氏”則是爲了紀念從佛羅里達州基韋斯特寄出了這種海龜標本的漁夫理查德·M·肯普（Richard M. Kemp）。1890年鮑爾意識到它和欖蠵龜是同屬的，便它們劃歸麗龜屬。肯氏龜一度被劃為欖蠵龜的亞種，但是Bowen等人於1991年將它們重新分開了。普理查德於1969年對麗龜屬的這兩種海龜作了詳細描述，1989年確定了二者的詳細形態差異。

## 威脅與保護
人為捕殺是肯氏龜數量迅速減少的最初原因，而今天其主要威脅則是棲息地喪失、海洋污染以及漁網。
1960年代，墨西哥率先開始保護肯氏龜，在美國，肯氏龜在1970年被列入了瀕危物種保護法案的名單。，後來又列入1973年的瀕危物種法案。2010年4月美國國家海洋漁業局也提出了相關草案，其中包括一個威脅測評。
2007年，美國德克薩斯州釋放了10,594只肯氏龜幼龜。在一些地區他們可能會被屠殺以製作靴子和食物。
2021年2月中旬，受到北極寒潮影響，得州氣溫急降十多度，令帕德雷島附近的海水溫度下降至低於攝氏10度，出現1980年有记录以来，美国最大规模海龟冻僵事件。

### 漏油事件的影響
1979年埃克斯托1號油井洩漏事件導致一些肯氏龜不得不被空運出墨西哥灣。
2010年墨西哥灣漏油事件發生后，有156隻海龜因此死亡，其中很多都是肯氏龜。但是路易斯安那州野生動物和漁業管理局也從格蘭德艾爾救出一些肯氏龜。因為墨西哥灣是肯氏龜的主要棲息地之一，科學家們開始從附近的海灘等地區收集肯氏龜的卵，整個計劃從阿拉巴馬州到佛羅里達州沿岸得到了大約7萬枚卵，其中一些被送往NASA肯尼迪航天中心進行孵化。

## 外部連結
- 海洋生物地理信息系统的OBIS-SEAMAP計劃 （页面存档备份，存于）
- Turtle Trax文件 （页面存档备份，存于）
- IUCN紅色名錄的文件 （页面存档备份，存于）
- 佛羅里達魚類和野生動物保護委員會